# Santiago Nundiche
Santiago Nundiche là một đô thị thuộc bang Oaxaca, México. Năm 2005, dân số của đô thị này là 869 người.